# دنیس آر. گلس
دنیس آر. گلس، (به انگلیسی: Dennis R. Glass) (زاده ۱۹۴۹) کارآفرین، بازرگان و مدیر ارشد اجرایی آمریکایی است، که در حال حاضر به‌عنوان مدیر عامل اجرایی و رئیس هیئت مدیره شرکت لینکلن نشنال کورپوریشن فعالیت می‌کند.